# Schicksal (1942)
Schicksal ist ein deutscher Spielfilm des Regisseurs Géza von Bolváry aus dem Jahr 1942, in dem Heinrich George die Hauptrolle übernahm. Die Vorführung des Films in Deutschland wurde 1945 von den alliierten Militärbehörden verboten.

## Handlung
Konstantin Melnik, Führer der mazedonischen Irredenta in Bulgarien und regierender Fürst von Pirim, rebelliert gegen den 1919 unterzeichneten Vertrag von Neuilly, mit dem die bulgarische Regierung Mazedonien abtreten will. Soldaten stürmen daraufhin das Schloss Prokop, auf dem sich der Fürst aufhält, und nehmen ihn wie auch seine Vertrauten gefangen. Auch sein Kastellan Stephan, der zu Beginn noch mit den beiden Kindern des Fürsten gespielt hat, wird gefangen genommen. Die Kinder gibt er als seine eigenen aus. Da sich der Fürst weigert, den Soldatentod zu sterben, entscheidet der junge Leutnant Kosta Wasileff, ihn mitsamt seinen Mitstreitern hinzurichten; Fürst Melnik hatte Jahre zuvor den Bruder Kostas hinrichten lassen. Der Henker des Fürsten soll dabei einer der zwölf Vertrauten sein, dem anschließend freies Geleit versprochen wird. Fürst Melnik bestimmt Stephan zu seinem Henker, um seine zwei- und vierjährigen Kinder zu retten. Stephan soll wie ein Vater für sie sein, den Sohn Dimo jedoch zum Rächer des Vaters erziehen. Nach langem Zögern willigt Stephan ein.

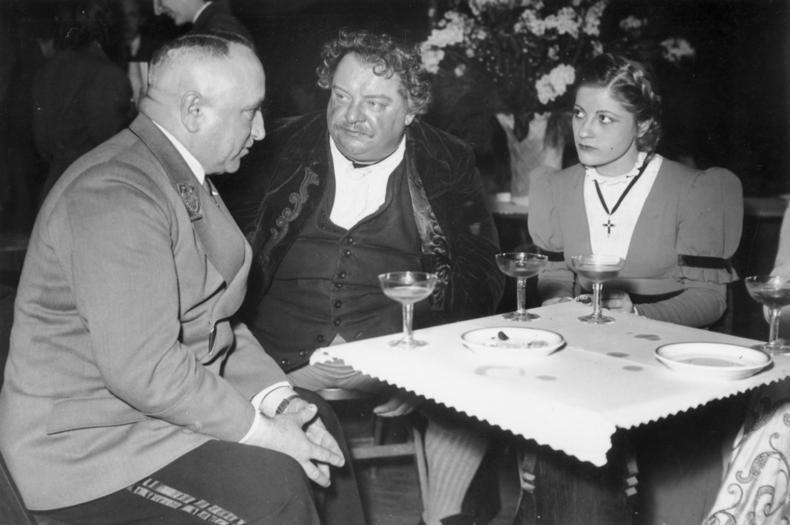
Hauptdarsteller Heinrich George (M.) und Nebendarstellerin Gisela Uhlen zur Zeit des Drehs von Schicksal 1941 im Gespräch mit Robert Ley

Mit dem Zwischentitel „Recht oder Unrecht / Gott schwieg dazu / 17 Jahre lang“ geht der Film in den zweiten Teil über. Dimo und seine Schwester Dimka sind inzwischen 21 beziehungsweise 19 Jahre alt. Dimo hat gerade sein Physikum bestanden und will Chirurg werden, Dimka plant ihr Leben an der Seite ihres Vaters. Stephan arbeitet in Sofia hart in zwei verschiedenen Bars als Kellner und lässt Demütigungen der Gäste über sich ergehen, um den beiden Kindern ein einfaches, aber gutes Leben zu ermöglichen. Vor ihnen und seinen Kollegen hat er sich von Anfang an als Vater und Witwer ausgegeben.
Die Vergangenheit holt ihn jedoch ein. Mirko, ein früherer Anhänger des Fürsten, erinnert Stephan an den Schwur, dass Dimo den Vater rächen soll. Ein Emporkömmling hat nach dem Sturz des Fürsten dessen Güter zugeschanzt bekommen und versucht nun, diese Tat durch die Heirat mit Dimka zu legitimieren. Mirko gelingt es, den unter falschem Namen lebenden Mann nicht nur zu vertreiben, sondern ihm auch die unrechtmäßig erworbenen Güter abzunehmen. Dimo und Dimka sind nun die Besitzer und damit reich, doch kann sich Stephan nicht dazu durchringen, beiden die Wahrheit über ihre Herkunft zu gestehen. Auf einem Markt treffen Dimo und Dimka auf Kosta Wasileff, der nach 17 Jahren gerade erst wieder in die Heimat zurückgekehrt ist. Er wiederum erkennt beide als Kinder Stephans, gibt sich ihnen jedoch nicht zu erkennen. Kosta wird Dimo in den folgenden Wochen ein guter Freund, und er und Dimka werden ein Liebespaar. Am Tag der Verlobung wird Kosta Stephan vorgestellt, der ihn sofort erkennt und ohnmächtig wird. Bei einem anschließenden Gespräch unter vier Augen klärt Stephan ihn über die Herkunft der Kinder auf und bekennt, dass Dimo an ihm Rache üben sollte, er es jedoch nicht übers Herz gebracht habe, den Jungen zum Rächer zu erziehen. 
Kosta weigert sich, das Land zu verlassen und Dimka nie wiederzusehen, und rät Stephan, alles so zu belassen, wie es derzeit ist. Der jedoch geht noch in derselben Nacht zu Kosta und erschießt ihn. Anschließend erzählt er Dimo und Dimka die ganze Wahrheit. Vor Gericht wird er zu acht Jahren Gefängnis verurteilt, kommt nach einer Begnadigung des Königs aber schon nach zwei Jahren frei. Er begibt sich auf Schloss Prokop, wo beide Kinder inzwischen leben. Dimka kleidet sich schwarz und ist krank; Dimo hat seine Laufbahn als Arzt aufgegeben. Obwohl sich Stephan ihnen als Bediensteter nähert, nehmen sie ihn mit dem Ausruf „Du bist unser Vater!“ wieder in ihre Mitte auf.

## Produktion, zeitliche Einordnung und Kritik

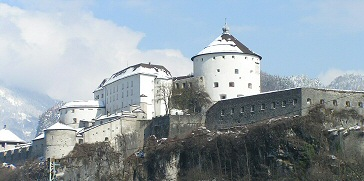
Festung Kufstein, ein Drehort des Films

Der Dreh von Schicksal begann 1941, wobei der Film den Arbeitstitel Jovan und Jovana trug. Die Szenen auf und um Schloss Prokop entstanden „auf der Burg in Kufstein, und wir hatten dort einige ruhige Nächte – ohne Fliegeralarm.“ Im März 1942 hatte der Film Premiere. Der Film spielt in Bulgarien und war nach Meinung des Drehbuchautors ein Dokument „von der Mannentreue“. Zeitgenössische Rezensionen sahen in ihm Verbindungen zum Nibelungenlied, in dem Rüdiger von Bechelaren gegen die Burgunden kämpfen soll (34. bis 38. Aventüre). Gleichzeitig wurde betont: „Wo immer ein treuer Gefolgsmann seinen Führer oder Herrn bedroht sieht, wagt er alles zu dessen Rettung, und sei es das eigene Leben.“ Diese propagandistischen Tendenzen des Films stellt auch das Lexikon des internationalen Films fest, das Schicksal als „von Heinrich George eindrucksvoll gespieltes Melodram mit der NS-These, dass persönliche Gefühle vor der politischen Pflicht zurückzustehen haben“ bewertet. Heinrich Georges Spiel lasse zudem „die Parabel unscharf werden, legt sie unter eine Glasur aus Sentiment.“ So wird Schicksal auch ein Beispiel für den Kitsch im NS-Film, der ebenso propagandistisch genutzt werden kann:

„Kitsch, der das Leben verherrlicht, wirkt offenbar nur kurz und schwach auf das Gefühl. Kitsch in Verbindung mit Tod und Opfergang dagegen scheint der Schlüsselreiz für eine bestimmte Spielart extremster politischer Mobilisierung zu sein.“